# Charles de La Fosse

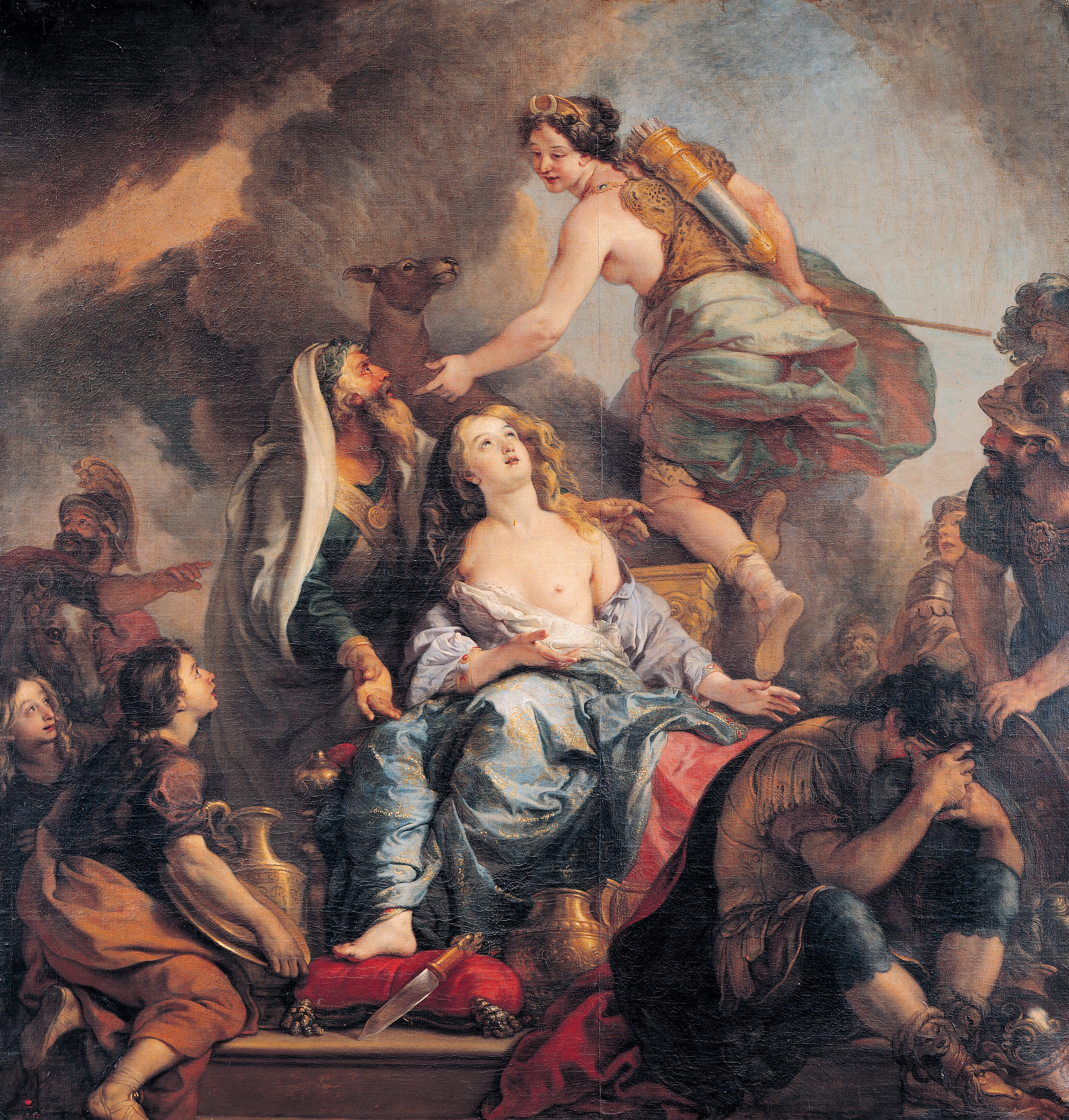
El sacrificio de Ifigenia.

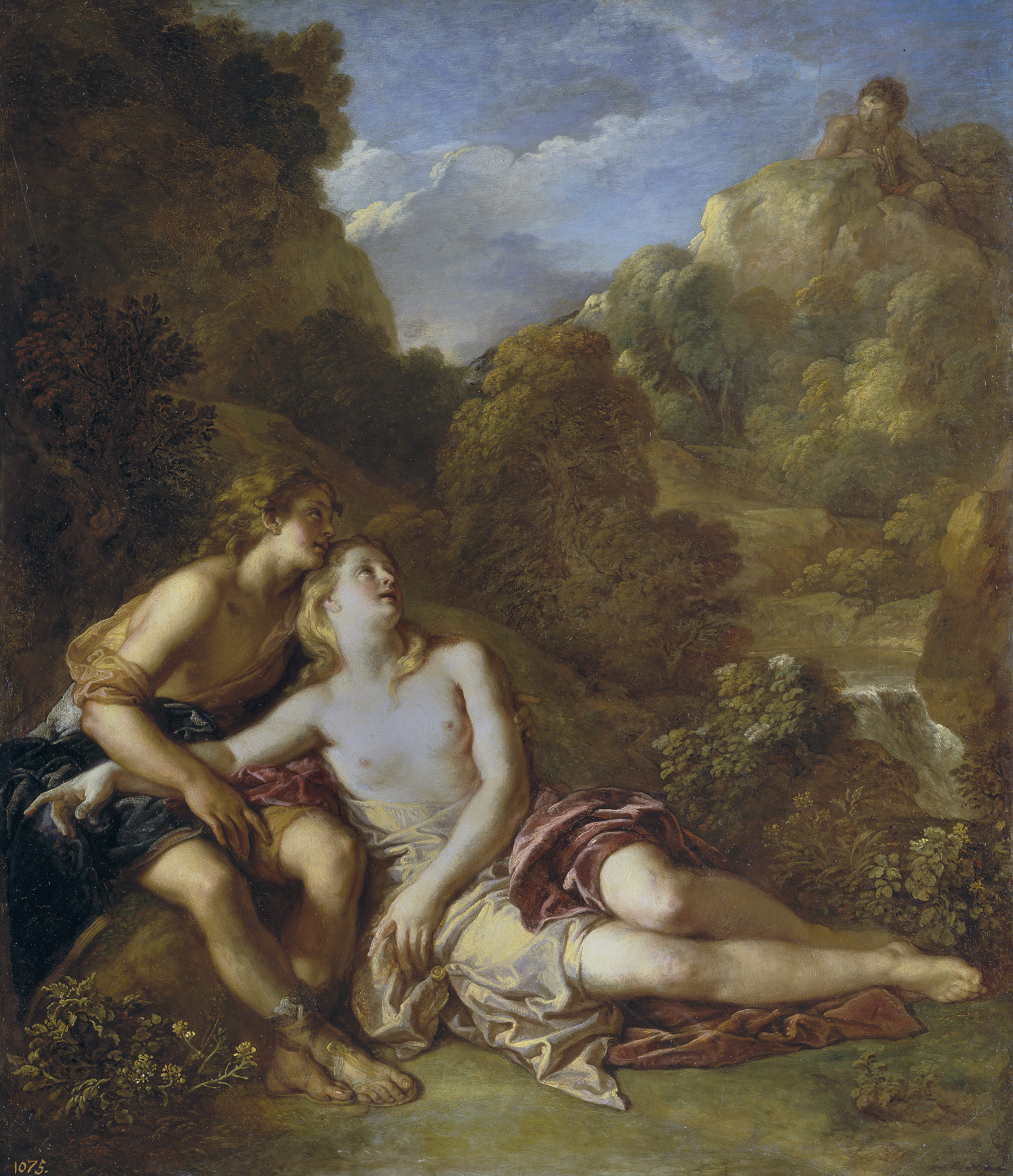
Acis y Galatea, Museo del Prado.

Charles de La Fosse (París, 15 de junio de 1636- 13 de diciembre de 1716) fue un pintor y retratista francés, máximo exponente del barroco galo junto a Charles Le Brun.
La Fosse fue hijo de un orfebre y discípulo de Chauveau y de Le Brun. Viajó a Italia, donde conoció el arte de los grandes maestros en Roma y Venecia. A su regreso decoró varias iglesias en París, adquiriendo fama como pintor. Lord Montagu le llamó para decorar su palacio en Londres, noticia que llegó a oídos de Jorge I, quien le encargó decorar el palacio de Hampton Court.
La Fosse rechazó la oferta del rey y prefirió retornar a su natal París, donde reinaba Luis XIV. Este le confirió pintar la cúpula de Los Inválidos. Años atrás, en 1673, había ingresado en la Real Academia de Pintura y Escultura y llegó a la cumbre en 1715, al convertirse en canciller.
Su estilo evoca varias escuelas de pintura europeas, pero en especial a Nicolás Poussin, a Correggio y a los pintores italianos del siglo XVI. Subyacen elementos de Rubens, sobre todo en los cuadros de temas mitológicos e históricos (Moisés  salvado de las aguas) que realizó para las dos ediciones del Salón de París en las que participó, las de 1699 y 1704. En España, el Museo del Prado conserva una obra suya, Acis y Galatea, probablemente expuesta en una de esas dos ediciones.